# 45-я авиационная дивизия дальнего действия
45-я авиационная Гомельская дивизия дальнего действия (45-я ад дд) — авиационное соединение Военно-Воздушных сил (ВВС) Вооружённых Сил РККА дальней бомбардировочной авиации, принимавшее участие в боевых действиях Великой Отечественной войны.

## История наименований дивизии
- 45-я авиационная дивизия дальнего действия;
- 45-я авиационная Гомельская дивизия дальнего действия;
- 45-я бомбардировочная авиационная Гомельская дивизия;
- 45-я тяжёлая бомбардировочная авиационная Гомельская дивизия;
- Войсковая часть (Полевая почта) 00000.

## История и боевой путь дивизии
45-я авиационная дивизия дальнего действия сформирована на основании Приказа НКО № 0097 от 21 мая 1942 года на базе 746-го авиационного полка дальнего действия в мае 1942 года. После формирования вошла в состав 8-го авиационного корпуса дальнего действия.

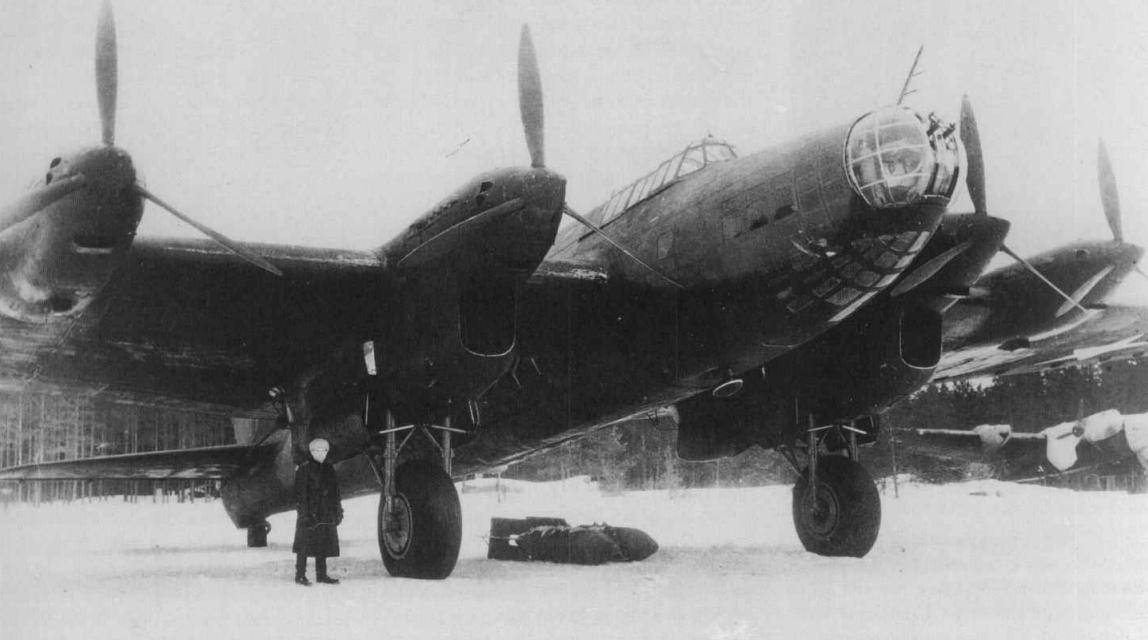
Самолёт Пе-8 (ТБ-7, АНТ-42)

В составе корпуса дивизия принимала участие в операциях и битвах:
- Духовщинско-Демидовская операция[1] — с 13 августа 1943 года по 2 октября 1943 года.
- Смоленская операция «Суворов»[1] — с 27 августа 1943 года по 2 октября 1943 года.
- Смоленско-Рославльская операция[1] — с 15 сентября 1943 года по 2 октября 1943 года.

Дивизия выполняла специальные задания правительства СССР — обеспечивала перелёты В. М. Молотова в Англию и Соединённые Штаты Америки.
В декабре 1943 года дивизия вышла из состава 8-го авиационного корпуса дальнего действия, находясь в прямом подчинении командования авиации дальнего действия. С июня 1944 года дивизия вошла в состав 7-го авиационного корпуса дальнего действия, в составе которого пробыла до 1 июля, а с 1-го июля 1944 года — опять в прямом подчинении командования авиации дальнего действия. Принимала участие в операциях и битвах:
- Белорусская операция «Багратион»[1] — с 23 июня 1944 года по 29 августа 1944 года.
- Бобруйская наступательная операция[1] — с 24 июня 1944 года по 29 июня 1944 года.
- Минская операция[1] — с 29 июня 1944 года по 4 июля 1944 года.
- Рижская операция[1] — с 14 сентября 1944 года по 22 октября 1944 года.
- Таллинская операция[1] — с 17 сентября 1944 года по 26 сентября 1944 года.

За успешное выполнение заданий командования при освобождении города Гомель дивизии присвоено почётное наименование «Гомельская».
В декабре 1944 года в связи с переформированием авиации дальнего действия в 18-ю воздушную армию дивизия была переименована в 45-ю бомбардировочную авиационную дивизию.

### В действующей армии
В составе действующей армии дивизия находилась с 15 июня 1942 года по 26 декабря 1944 года.

### Командир дивизии
| Звание                           | Имя                       | Период                                  | Примечание |
| -------------------------------- | ------------------------- | --------------------------------------- | ---------- |
| Полковник, Генерал-майор авиации | Лебедев Викторин Иванович | 21 мая 1942 года — 26 декабря 1944 года |            |

### Комиссар дивизии, заместитель командира дивизии по политической части
| Звание                       | Имя                              | Период                          | Примечание |
| ---------------------------- | -------------------------------- | ------------------------------- | ---------- |
| Полковой комиссар, Полковник | Петленко Александр Дормидонтович | июнь 1942 года — июнь 1943 года |            |

### В составе объединений
| Дата          | Армия                          | Корпус                                   |
| ------------- | ------------------------------ | ---------------------------------------- |
| 22.05.1942 г. | Дальнебомбардировочная авиация | 8-й авиационный корпус дальнего действия |
| 01.12.1943 г. | Авиация дальнего действия      |                                          |
| 01.06.1944 г. | Авиация дальнего действия      | 7-й авиационный корпус дальнего действия |
| 01.07.1945 г. | Авиация дальнего действия      |                                          |
| 23.12.1944 г. | 18-я воздушная армия           |                                          |

## Части и отдельные подразделения дивизии
За весь период своего существования боевой состав дивизии оставался постоянным:
| Период                     | Наименование                                        | Вооружение                                           |
| -------------------------- | --------------------------------------------------- | ---------------------------------------------------- |
| 21.05.1942 — 19.09.1943 г. | 746-й авиационный полк дальнего действия            | ТБ-7, переформирован в 25-й гв. ап дд                |
| 19.09.1943 — 26.12.1944 г. | 25-й гвардейский авиационный полк дальнего действия | ТБ-7, B-24 Либерейтор, переформирован в 25-й гв. бап |
| 21.05.1942 — 26.12.1944 г. | 890-й авиационный полк дальнего действия            | ТБ-7, В-25, переформирован в 890-й бап               |
| 01.02.1944 — 26.12.1944 г. | 362-й авиационный полк дальнего действия            | ТБ-7, В-25, переформирован в 362-й бап               |

## Присвоение гвардейских званий
- 746-й авиационный полк дальнего действия 19 сентября 1943 года Приказом НКО СССР за мужество и героизм, проявленные в боях с немецко-фашистскими захватчиками, переименован в 25-й гвардейский авиационный полк дальнего действия[7].

## Почётные наименования
- 45-й авиационной дивизии дальнего действия за отличие в боях при овладении областным и крупным промышленным центром Белоруссии городом Гомель — важным узлом железных дорог и мощным опорным пунктом обороны немцев на полесском направлении приказом НКО СССР от 27 мая 1944 года № 0137 на основании приказа ВГК СССР присвоено почётное наименование «Гомельская»[8].
- 25-му гвардейскому авиационному полку дальнего действия за отличия в боях при освобождении города Орёл приказом НКО СССР от 27 мая 1944 года № 0137 присвоено почётное наименование «Орловский»[9].
- 890-му авиационному полку дальнего действия за отличия в боях при форсировании реки Десна и при овладении важнейшими опорными пунктами обороны немцев на рубеже реки Десна, крупными промышленными центрами — городами Брянск и Бежица приказом НКО СССР от 27 мая 1944 года № 0137 на основании приказа ВГК СССР присвоено почётное наименование «Брянский»[10].
- 362-му авиационному полку дальнего действия за отличия в боях при овладении столицей Советской Латвии городом Рига — важной военно-морской базой и мощным узлом обороны немцев в Прибалтике приказом НКО СССР от 31 октября 1944 года № 0353 на основании приказа ВГК СССР присвоено почётное наименование «Рижский»[11].

## Благодарности Верховного Главного Командования
Воинам дивизии объявлены благодарности:
- За отличие в боях при овладении столицей Советской Белоруссии городом Минск — важнейшим стратегическим узлом обороны немцев на западном направлении[12].
- За отличие в боях при овладении столицей Советской Латвии городом Рига — важной военно-морской базой и мощным узлом обороны немцев в Прибалтике[11].

## Отличившиеся воины дивизии
- Архаров Павел Михайлович, майор, заместитель командира эскадрильи 890-го авиационного полка дальнего действия 45-й авиационной дивизии дальнего действия Указом Президиума Верховного Совета СССР от 13 марта 1944 года удостоен звания Герой Советского Союза. Золотая Звезда № 3334.
- Вихарев Алексей Васильевич, майор, командир экипажа 890-го авиационного полка дальнего действия 45-й авиационной дивизии дальнего действия 8-го авиационного корпуса дальнего действия Указом Президиума Верховного Совета СССР 18 сентября 1943 года удостоен звания Героя Советского Союза. Золотая Звезда № 1719.
- Додонов Александр Сергеевич, майор, командир эскадрильи 746-го авиационного полка дальнего действия 45-й авиационной дивизии дальнего действия Указом Президиума Верховного Совета СССР от 25 марта 1943 года удостоен звания Герой Советского Союза. Золотая Звезда № 913.
- Ищенко Николай Александрович, майор, командир эскадрильи 746-го авиационного полка дальнего действия 45-й авиационной дивизии дальнего действия Указом Президиума Верховного Совета СССР от 27 июля 1943 года удостоен звания Герой Советского Союза. Золотая Звезда № 1062.
- Марусиченко Константин Иванович, майор, командир экипажа 890-го авиационного полка дальнего действия 45-й авиационной дивизии дальнего действия Указом Президиума Верховного Совета СССР от 13 марта 1944 года удостоен звания Герой Советского Союза. Золотая Звезда № 3339.
- Обухов Василий Михайлович, гвардии майор, заместитель командира эскадрильи 25-го гвардейского авиационного полка дальнего действия 45-й авиационной дивизии дальнего действия 8-го авиационного корпуса дальнего действия Указом Президиума Верховного Совета СССР от 13 марта 1944 года удостоен звания Герой Советского Союза. Золотая Звезда № 3340.
- Пусэп Эндель Карлович, майор, командир корабля 746-го авиационного полка дальнего действия 45-й авиационной дивизии дальнего действия Указом Президиума Верховного Совета СССР от 20 июня 1942 года удостоен звания Героя Советского Союза. Золотая Звезда № 592.
- Родных Михаил Васильевич, капитан, заместитель командира эскадрильи 890-го авиационного полка дальнего действия 45-й авиационной дивизии дальнего действия Указом Президиума Верховного Совета СССР от 25 марта 1943 года удостоен звания Герой Советского Союза. Золотая Звезда № 914.
- Романов Сергей Михайлович, майор, штурман 746-го авиационного полка дальнего действия 45-й авиационной дивизии дальнего действия Указом Президиума Верховного Совета СССР от 20 июня 1942 года удостоен звания Героя Советского Союза. Золотая Звезда № 593.
- Сугак Сергей Савельевич, гвардии майор, командир корабля 25-го гвардейского авиационного полка дальнего действия 45-й авиационной дивизии дальнего действия Указом Президиума Верховного Совета СССР от 13 марта 1944 года удостоен звания Герой Советского Союза. Золотая Звезда № 3341.
- Ушаков Сергей Фёдорович, подполковник, штурман эскадрильи 746-го авиационного полка дальнего действия 45-й авиационной дивизии дальнего действия Указом Президиума Верховного Совета СССР от 27 июля 1943 года удостоен звания Герой Советского Союза. Золотая Звезда № 1057.
- Чурилин Арсений Павлович, гвардии майор, командир корабля 25-го гвардейского авиационного полка дальнего действия 45-й авиационной дивизии дальнего действия Указом Президиума Верховного Совета СССР от 13 марта 1944 года удостоен звания Герой Советского Союза. Золотая Звезда № 3342.
- Шатров Фёдор Анисимович, гвардии капитан, командир корабля 25-го гвардейского авиационного полка дальнего действия 45-й авиационной дивизии дальнего действия Указом Президиума Верховного Совета СССР от 13 марта 1944 года удостоен звания Герой Советского Союза. Золотая Звезда № 3343.